# ジョンヒョン
ジョンヒョン（本名:キム・ジョンヒョン、朝: 김종현、英: Kim Jonghyun、1990年4月8日 - 2017年12月18日）は、SMエンタテインメント所属の大韓民国の歌手。韓国出身のアイドルグループSHINeeのメンバー。2008年5月25日に韓国でSHINeeとしてデビューし、2011年6月22日に日本デビュー。

## 略歴
2005年、デビュー前にバンドを結成しベーシストとして活躍。SMエンタテインメントにスカウトされ3年間練習生として過ごす。
2008年、SHINeeとしてデビューし、メインボーカルの活動は9年間にもおよぶ。
2013年4月1日、実家から合宿所に戻る途中の東湖大橋でジョンヒョン自身が運転する車がガードレールに衝突し鼻の骨を骨折した。このため、急遽「Why So Serious?」の活動はメインボーカルであるジョンヒョンを欠いた4人となったが、5月23日のM countdownで4人に合流し5人でのパフォーマンスを初披露した。
2014年2月3日、ラジオ番組「青い夜」のDJに就任。
2015年1月12日にミニアルバム「BASE」でソロアーティスト종현(JONGHYUN)としてデビュー。テミンの「ACE」（三角形）ロゴに対して「BASE」（四角形）ロゴを使用し、SHINeeのロゴ（五角形）に繋げるなど、ソロ活動でありながらグループの繋がりを感じさせるものとなっている。タイトル曲「데자-부 (Déjà-Boo) feat. Zion.T」は先行配信され、主要音楽配信サイトのリアルタイムチャートで1位を記録した。日本のiTunesアルバムランキングや米ビルボードワールドアルバムチャートなどで1位を獲得した。韓国の音楽番組にて1位を8回獲得した。9月21日、ジョンヒョン自身がプロデュースした全曲自作による初の小品集「The Collection: Story Op.1」をリリース。自身がDJを務めるラジオ「青い夜、ジョンヒョンです」内のコーナー「青い夜作詞、その男作曲」にて披露した楽曲を新しくアレンジし収録したアルバム。放送活動は行わず、9月18日ソウルの弘大、19日ソウルの大学路にてゲリラライブを開催した。
2016年5月26日、ジョンヒョン初のフルアルバム「좋아 (She is)」を発売。
2017年4月2日、ラジオ番組「青い夜」を降板。4月24日にジョンヒョン自身がプロデュースした全曲自作による小品集「Story Op.2」をリリース。
12月18日、ソウル清潭の宿泊施設の室内で倒れている状態で発見され、建国大学病院に搬送されたが、死亡が確認された。27歳没。部屋の中に練炭と見られるものや燃やしたフライパンが見つかったことから、自殺をしたとみられている。
2018年1月23日、ジョンヒョンが生前制作していた遺作アルバム「Poet｜Artist」の音源が公開され、翌日にはCDの発売も開始された。収録曲の「Rewind」が歌詞に日本語が入っているという理由で放送不適格とされKBSの音楽番組で放送されなかった。ミュージックバンク、音楽中心でタイトル曲「Shinin‘」が1位を獲得。ガオンチャート（2018年1月21日〜27日）のデジタル総合、ストリーミング総合チャート・アルバム総合とダウンロード総合チャートで1位になった。

## 人物
身長171cm、血液型はAB型。姉が一人（恋人と間違われるほど仲が良い）。母親は幼稚園で働いている。靑雲大学校実用音楽科卒業。明知大学校大学院映画ミュージカル学科。ニックネームは、ブリンブリン（英語：Bling-bling、キラキラの意味）、恐竜、ジャモン（朝鮮語でグレープフルーツを意味する言葉でメンバーが付けた）、ジョンD（ラジオ番組「青い夜、ジョンヒョンです」でのニックネームでハングルでは쫑디）。特技は、作詞、作曲、中国語、日本語。趣味は、映画鑑賞、アロマキャンドル収集、LP盤収集。利き手について、箸使いやじゃんけん等通常利き手を使うものは左だが、筆記、ベース演奏は右。マイクは振付に影響がない場合左。

## 急逝
2017年12月18日18時頃、ジョンヒョンがソウル江南区清潭洞の宿泊施設で倒れた状態で発見され、病院に搬送されたが死亡した。

### 経緯
ジョンヒョンはこの日の昼頃、宿泊施設に2泊の予定でチェックインしていた。16時42分頃、ジョンヒョンから自殺をほのめかすようなテキストメッセージを受け取った実姉が、警察に「ジョンヒョンが自殺するようだ」と通報。警察と救助隊が出動し、18時頃、部屋で倒れたままのジョンヒョンを発見。ジョンヒョンは発見当時すでに心停止状態で、建国大学病院に搬送されたが、最終的に死亡したことが確認された。部屋には練炭を燃やしたような痕跡があり、警察は遺族と協議をした結果、司法解剖はせず故人が自ら命を絶ったと結論づけ事件は終息した。
12月19日、ジョンヒョンと親交のあったバンド「Dear Cloud」メンバーのナインは、12月9日-10日のジョンヒョンのソロコンサートの2、3日前に本人から遺書を託されていた。自分が死去したら公開するよう依頼されていたという。ナインは悩んだ末、コンサート当日の会場を訪れ、ジョンヒョンの家族とSMに遺書を提示した。19日、ジョンヒョンが亡くなったことが伝えられると、ナインは自身のインスタグラムに「ジョンヒョンの家族と相談の末、彼の遺言により遺書を掲載します。ジョンヒョンのためにできる最後の仕事をしなければならないと決意しました。」と論争を巻き起こす可能性があることを踏まえたうえで、遺書の全文を掲載した。
ジョンヒョンの遺体安置所は、ソウル松坡区ソウル峨山病院に設けられた。19日午後からファンの弔問も可能であった。12月21日に出棺。ジョンヒョンには男性の親族がいなかったため、喪主はメンバー4人が務めた。

### 報道
19時6分、聯合が「シャイニー ジョンヒョン、清潭洞で死亡したまま発見（1報）」とだけ書かれた速報を出した。続いて19時31分、警察がジョンヒョンを清潭洞の宿泊施設で倒れているのを発見し、病院に搬送したが最終的に死亡したと報じた。20時過ぎ、中央日報はSMと連絡がとれないと報じた。日本でもその頃にはもう報道されていたが、22時を過ぎてもまだ公式発表はなく、SMが正式にジョンヒョンの死を伝えたのは23時を過ぎてからだった。同じくして日本の公式ホームページでも同様の声明が出された。
ジョンヒョンの死はBBC、ザ・サン、ガーディアン、サウスチャイナ・モーニング・ポストなど、海外メディアでも報じられた。

### 影響
訃報を受け、SMのアーティストは予定されていたスケジュールをキャンセル、延期、自粛した。以下、上記出典より列挙。
- カンタ - ラジオ番組出演中止。
- 東方神起 - 新曲プロモーションとコンサートのために来日中で、予定通り12月19日の日本テレビ系列「スッキリ」に生出演。ジョンヒョンについてコメントしたあと、全てのスケジュールをキャンセルして帰国[45]。弔問後、再来日し20、21日の東京ドーム公演を行ったが、WOWOWでの生中継は延期された[46]。
- テヨン - サイン会延期。
- ルナ・スホ - ミュージカル『ザ・ラスト・キス』のプレスコールイベントへの参加中止。
- EXO - アルバム『Universe』発売延期[47]。
- NCT - ラジオ番組出演中止。

同僚歌手やSMを退所したルハンやクリス、ファン・ズータオもSNSに追悼メッセージを残し、JYJのジェジュンも弔問した。年末だったため各局は歌謡スペシャル番組を構成しており、ジョンヒョンへの追悼メッセージを放送、SM所属歌手は喪章をつけて参加した。ジョンヒョンから楽曲提供を受けるなど親交の厚かったIUは、2018年1月のゴールデンディスクアワードで大賞を受賞した際、ジョンヒョンの名前こそ出さないものの哀悼の意を表した。
第32回ゴールデンディスク授賞式2日目にはイ・ハイがジョンヒョン作詞、作曲の「BREATHE」熱唱中に涙した。

## エピソード
- 座右の銘は「理解よりも認めること」[51]。
- アイドルを目指す以前は作曲家志望であり[52]、メンバーのテミン、EXO、IU、イ・ハイなど数多くのアーティストに楽曲を提供している。

## 作品

### MV
- "End of a Day"
- Heritage X JONGHYUN"Your Voice" (Prologue)S.M.STATIONチャンネルの6番目の走者
- S.M. THE BALLAD Vol.1(ヴォーカリスト選抜ユニット) "HOT TIMES"
- S.M. THE BALLAD Vol.2"BREATH" 少女時代テヨンとのデュエット
- "Crazy (Guilty Pleasure)" feat. IRON
- "데자-부 (Déjà-Boo)" feat.Zion.T
- "좋아 (She is)"
- "Inspiration"S.M.STATIONチャンネル
- "Lonely"　feat.　テヨン（少女時代）
- 빛이 나 (Shinin’)

### アルバム
ミニアルバム
- BASE(2015年)

フルアルバム
- 좋아 (She is)(2016年)[11]
- Poet｜Artist(2018年)[53]

コレクション
- The Collection: Story Op.1(2015年)[9]
- The Collection “이야기(Story) Op.2(2017年) [54]

### OST
- 「혜야(Y Si Fuera Ella)」(2008年) SHINee/1stアルバム「The SHINee World」収録曲(トラック9)
- 「So Goodbye」(2011年)SBSドラマ『City Hunter』OST
- 「백분의 일」(2013年) KBSドラマ『大王の夢〜王たちの戦争』OST
- 「SHE」（2014年）SBSドラマ「美女の誕生」OST
- 「Beautiful Lady」(2015年) KBSドラマ「Oh my Venus」OST

### 参加曲
- 「An Amorous Song (交錯的愛) feat.Kim JongHyun」(2008年)　Zhang LiYin/1stアルバム「I Will」(トラック7)　フィーチャリング
- 「잠꼬대(Please,Don't Go)」(2009年)　SHINee/2ndミニアルバム「ROMEO」収録曲(トラック5)　オニュ&ジョンヒョンのデュエット
- 「Let's go(KOREAN/ENGLISH)」(2010年) GROUP OF 20
- 「너무 그리워 (Miss You)」(2010年) S.M THE BALLAD/1stミニアルバム「너무 그리워 (Miss You)」収録曲(トラック1)
- 「Hot Times (시험하지 말기)」(2010年) S.M THE BALLAD/1stミニアルバム「너무 그리워 (Miss You)」収録曲(トラック2)
- 「Don't Lie」(2010年) S.M THE BALLAD/1stミニアルバム「너무 그리워 (Miss You)」収録曲(トラック4)　ジョンヒョン&ジノのデュエット
- 「Dear My Family」(2012年)　映画『I AM.』OST
- 「우울시계 A Gloomy Clock feat.JongHyun of SHINee」(2013年)　　IU/3rdアルバム「Modern Times」収録曲(トラック10)　作詞・作曲・フィーチャリング
- 「숨소리(Breath)」(2014年) S.M THE BALLAD/2ndミニアルバム収録曲「BREATH」(トラック2)　ジョンヒョン&テヨン(少女時代)のデュエット
- 「하루 (A Day Without You)」(2014年) S.M THE BALLAD/2ndミニアルバム収録曲「BREATH」(トラック5)　ジョンヒョン&チェン(EXO)のデュエット
- 「그 이름（その名前）」(2015年)　KBSドラマ「Who AreYou - 学校 2015」OST　ジョンヒョン&テミンのデュエット
- Heritage × JONGHYUN 「Your Voice」(2016年) STATIONチャンネル(ダウンロード販売のみ)

### 作詞・作曲
- 「Juliette」(2009年)　SHINee/2ndミニアルバム「ROMEO」タイトル曲(トラック2)　作詞
- 「UP & DOWN」(2010年)　SHINee/2ndアルバム「LUCIFER」収録曲(トラック1)　作詞(Misfitと共同名義)
- 「욕(慾/Obsession)」(2010年)　SHINee/2ndアルバム「LUCIFER」収録曲(トラック5)　作詞
- 「알람시계 (Alarm Clock)」(2012年)　SHINee/4thミニアルバム「Sherlock」収録曲(トラック4)　作詞
- 「늘 그자리에 (Honesty)」(2012年)　SHINee/4thミニアルバム「Sherlock」収録曲(トラック7)　作詞
- 「Spoiler」(2013年)　SHINee/3rdアルバム「Dream Girl:The misconceptions of you」収録曲(トラック1)　作詞
- 「오르골（Orgel）」（2013年) SHINee/3rdアルバム「Why So Serious?:The misconceptions of me」収録曲(トラック4)　作詞
- 「Dangerous (Medusa II)」(2013年) SHINee/3rdアルバム「Why So Serious?:The misconceptions of me」収録曲(トラック5)　作詞(조윤경と共同名義)
- 「너와 나의 거리(Selene 6.23)」(2013年) SHINee/3rdリパッケージアルバム「The Misconceptions Of Us」収録曲(Disc1/トラック10)　作詞
- 「버리고 가 (Better Off)」(2013年) SHINee/3rdリパッケージアルバム「The Misconceptions Of Us」収録曲(Disc2/トラック10)　作詞
- 「상사병 (Symptoms)」(2013年) SHINee/5thミニアルバム「Everybody」収録曲(トラック2)　作詞
- 「데자-부(Déjà-Boo) feat. Zion.T」(2015年) JongHyun/1stミニアルバム「BASE」収録曲(トラック1)　作詞・作曲（作曲はZion.T/위프리키と共同名義）
- 「Crazy (Guilty Pleasure) feat. IRON」(2015年) JongHyun/1stミニアルバム「BASE」収録曲(トラック2)　作詞(IRONと共同名義）
- 「할렐루야 Hallelujah」(2015年) JongHyun/1stミニアルバム「BASE」収録曲(トラック3)　作詞(WheeSungと共同名義）
- 「Love Belt feat. YounHa」(2015年) JongHyun/1stミニアルバム「BASE」収録曲(トラック4)　作詞・作曲（作曲は위프리키と共同名義）
- 「NEON」(2015年) JongHyun/1stミニアルバム「BASE」収録曲(トラック5)　作詞・作曲（作曲はDeezと共同名義）
- 「일인극 MONO-Drama」(2015年) JongHyun/1stミニアルバム「BASE」収録曲(トラック6)　作詞
- 「시간이 늦었어 (Beautiful Tonight)」(2015年) JongHyun/1stミニアルバム「BASE」収録曲(トラック7)　作詞・作曲（作曲は소진と共同名義）
- 「포춘쿠키 (Fortune Cookie)」(2015年) JongHyun/1stミニアルバム「BASE」収録曲(CDのみ収録：トラック7)　作詞・作曲（作曲は위프리키と共同名義）
- 「Odd Eye」(2015年) SHINee/4thアルバム「Odd」収録曲(トラック1) 作詞・作曲・編曲・Directed・Vocal Directed（作曲・編曲はJonathan Yip/Jeremy Reeves/Ray Romulus/Ray McCulloughと共同名義・Vocal DirectedはDeezと共同名義）
- 「View」(2015年) SHINee/4thアルバム「Odd」タイトル曲(トラック3) 作詞
- 「Chocolate」(2015年) SHINee/4thリパッケージアルバム「Married To The Music」収録曲(トラック13) 作詞(얀키と共同名義)
- Heritage × JONGHYUN 「Your Voice」(2016年) STATIONチャンネル(ダウンロード販売のみ)（作詞・作曲はHeritageと共同名義）
- 「Poet | Artist」(2025年) SHINee/シングル「Poet | Artist」タイトル曲 (トラック1) 作詞・作曲

### 他アーティストへの提供曲
- 「우울시계 A Gloomy Clock feat.JongHyun of SHINee」(2013年)　　IU/3rdアルバム「Modern Times」収録曲(トラック10)　作詞・作曲・フィーチャリング
- 「Red Candle」(2013年)　　Son DamBi/3rdデジタルシングル　作詞・作曲（作曲は위프리키と共同名義）
- 「Pretty Boy feat.KAI of EXO」(2014年)　　TaeMin/1stミニアルバム「ACE」収録曲(トラック4)　作詞
- 「PLAYBOY」(2015年)　　EXO/2ndアルバム「EXODUS」収録曲(トラック7) 作詞・作曲・編曲・Vocal Directed・Background Vocal（作曲は위프리키と共同名義・編曲は김태성/Command Freaks(IconicSounds)と共同名義・Vocal DirectedはMaxx Songと共同名義）
- 「No more」(2015年)　　Kim YeLim/3rdミニアルバム「SIMPLE MIND」収録曲(トラック5) 作詞・作曲・編曲・Whistle・Background Vocal・Vocal Directed（作曲・編曲は위프리키/Chaseと共同名義・Vocal Directedは윤종신と共同名義）
- 「Already」(2016年)　　テミン/1stアルバム「Press It」収録曲(トラック4) 作詞・作曲・Vocal Directed・Background Vocal（作曲はTeddy Riley/이현승/DOM/Daniel Obi Kleinと共同名義・Vocal Directedは전승우と共同名義）
- 「한숨 (BREATHE)」(2016年)　　Lee Hi/ハーフアルバム「SEOULITE」収録曲(トラック3/タイトル曲) 作詞・作曲（作曲は위프리키と共同名義）

## コンサート
- 「〈THE AGIT〉THE STORY by JONGHYUN」(2015年)[55]
- 「〈THE AGIT〉THE STORY by JONGHYUN “EPILOGUE”」(2015年)[56]
- 「JONGHYUN -X- INSPIRATION」(2016年)[57]
- 「〈THE AGIT〉ガラス瓶メール(The Letter)－JONGHYUN」(2017年)[58]
- 「JONGHYUN SOLO CONCERT ‘INSPIRED’」(2017年)[59]

## 書籍

### 雑誌
| 年度 | 月号  | 雑誌名        | 参考   |
| ---- | ----- | ------------- | ------ |
| 2012 | 3月号 | W KOREA       | [ 60 ] |
| 2015 | 2月号 | ELLE          | [ 61 ] |
| 2015 | 2月号 | THE CELEBRITY | [ 62 ] |
| 2015 | 3月号 | GQ            | [ 63 ] |

### 本
- 『山荷葉－流れて行った、放してやったものたち』(原題：산하엽-흘러간, 놓아준 것들)(2015年、S.M. ENTERTAINMENT)[64]

## 出演

### バラエティ
| 年度 | 放送局    | タイトル                               | 備考                         | 参考   |
| ---- | --------- | -------------------------------------- | ---------------------------- | ------ |
| 2012 | SBS       | チョン・ジェヒョン、イ・ヒョリのYou＆I |                              | [ 65 ] |
| 2012 | SBS       | 強心臓                                 |                              | [ 66 ] |
| 2013 | SBS       | スターキング                           |                              | [ 67 ] |
| 2013 | MBC       | 私たち結婚しました4                    |                              | [ 68 ] |
| 2013 | KBS2      | 国民トークショー アンニョンハセヨ      |                              | [ 69 ] |
| 2014 | MBC       | 無限に挑戦                             | 「ラジオデー」特集           | [ 70 ] |
| 2015 | Mnet      | 4つのショー                            |                              | [ 71 ] |
| 2015 | MBC       | セクションTV芸能通信                   |                              | [ 72 ] |
| 2015 | KBS2      | 1対100                                 |                              | [ 73 ] |
| 2015 | MBC MUSIC | ピクニックライブ遠足                   |                              | [ 74 ] |
| 2015 | Mnet      | ライブコネクション                     |                              | [ 75 ] |
| 2015 | JTBC      | シュガーマン                           |                              | [ 76 ] |
| 2016 | JTBC      | アブノーマル会談                       |                              | [ 77 ] |
| 2016 | tvN       | SNL KOREA7                             |                              | [ 78 ] |
| 2016 | 台湾MTV   | 我愛偶像                               | 「PLAY Jの偶像週報」コーナー | [ 79 ] |
| 2016 | JTBC      | 知ってるお兄さん                       |                              | [ 80 ] |
| 2017 | MBC       | 出発！テレビ旅行                       | 「DJの映画」コーナー         | [ 81 ] |

### MC
| 年度 | 放送局 | タイトル   | 参考   |
| ---- | ------ | ---------- | ------ |
| 2014 | KBS2   | 音楽ショー | [ 82 ] |

### 広告
| 年度 | ブランド名 | 共演       | 参考   |
| ---- | ---------- | ---------- | ------ |
| 2012 | 化粧品     | DARA(2NE1) | [ 83 ] |

### ラジオ
| 年度 | 放送局      | タイトル                        | 役割   | 備考                      | 参考          |
| ---- | ----------- | ------------------------------- | ------ | ------------------------- | ------------- |
| 2013 | SBSパワーFM | チェ・ファジョンのパワータイム  | ゲスト |                           | [ 84 ]        |
| 2013 | MBC標準FM   | シンドンの退屈打破              | ゲスト |                           | [ 85 ]        |
| 2013 | MBC FM4U    | 2時のデートパク・キョンリムです | ゲスト |                           | [ 86 ]        |
| 2014 | MBC FM4U    | 青い夜、ジョンヒョンです        | DJ     | 2014年2月4日-2017年4月2日 | [ 87 ] [ 88 ] |
| 2015 | MBC FM4U    | TABLOと夢見るラジオ             | ゲスト |                           | [ 89 ]        |
| 2016 | MBC FM4U    | 2時のデート、チ・ソクジンです   | ゲスト |                           | [ 90 ]        |

## 受賞歴
- 2015年「MBC放送芸能大賞 ラジオ部門 優秀賞」[91]
- 2015年「THE SHOW：ALL ABOUT K-POP チョイス賞」[92]
- 2016年「第30回 ゴールデンディスク大賞 ベストボーカル賞」「BASE(アルバム)」
- 2016年「第30回ゴールデンディスク大賞 音盤部門本賞」「BASE(アルバム)」[93]
- 2018年「Soompi Awards 2017 韓流特別賞」[94]
- 2019年「第33回ゴールデンディスク大賞 アルバム部門本賞」[95]

### 音楽番組1位
| 年度           | 受賞歴 | 参考                                        |
| -------------- | --- | ------------------------------------------- |
| 2015 （計6冠） | Deja-Boo（計6冠） - 1月17日MBC『ショー 音楽中心』 - 1月18日SBS『人気歌謡』 - 1月21日MBC MUSIC『SHOW CHAMPION』 - 1月22日Mnet『M COUNTDOWN』 - 1月23日KBS 1TV『ミュージックバンク』 - 1月24日MBC『ショー 音楽中心』 | [ 96 ] [ 97 ] [ 98 ] [ 99 ] [ 100 ] [ 101 ] |
| 2016           | She is - 5月31日SBS MTV『THE SHOW：ALL ABOUT K-POP』 - 6月1日MBC MUSIC『SHOW CHAMPION』 | [ 102 ] [ 103 ]                             |
| 2018           | Shinin' - 2月2日KBS 1TV『ミュージックバンク』 - 2月3日MBC『ショー音楽中心』 | [ 104 ] [ 105 ]                             |